# Барсук, Анастасия Геннадьевна
Анастаси́я Генна́дьевна Барсук (Васина; род. 18 декабря 1987 года, г. Серпухов, Московская область) — российская волейболистка, участница Лондонской олимпиады (2012). Чемпионка России (2009, 2011). Серебряный (2015) и бронзовый (2014, 2016) призёр чемпионатов России.

## Биография
Родилась 18 декабря 1987 году в г. Серпухов Московской областт. Тренер — Н.Н. Урядова. Мастер спорта (пляжный волейбол).
- 2009 год — Чемпионка России.
- 2009 год — зачислена в сборную команду России.
- 2011 год — Чемпионка России.
- 2012 год — участница Лондонской олимпиады (совместно с Анной Возаковой).
- 2014 год — бронзовый призёр чемпионата России.
- 2015 год — серебряный призёр чемпионата России.
- 2016 год — бронзовый призёр чемпионата России.

Выступает за ВК «Подмосковье» (г. Одинцово, Московская область.)